# Parnassius eversmanni
Parnassius eversmanni är en fjärilsart som beskrevs av Édouard Ménétries 1855. Parnassius eversmanni ingår i släktet Parnassius och familjen riddarfjärilar. Inga underarter finns listade i Catalogue of Life.

## Bildgalleri

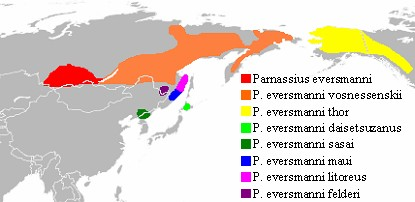
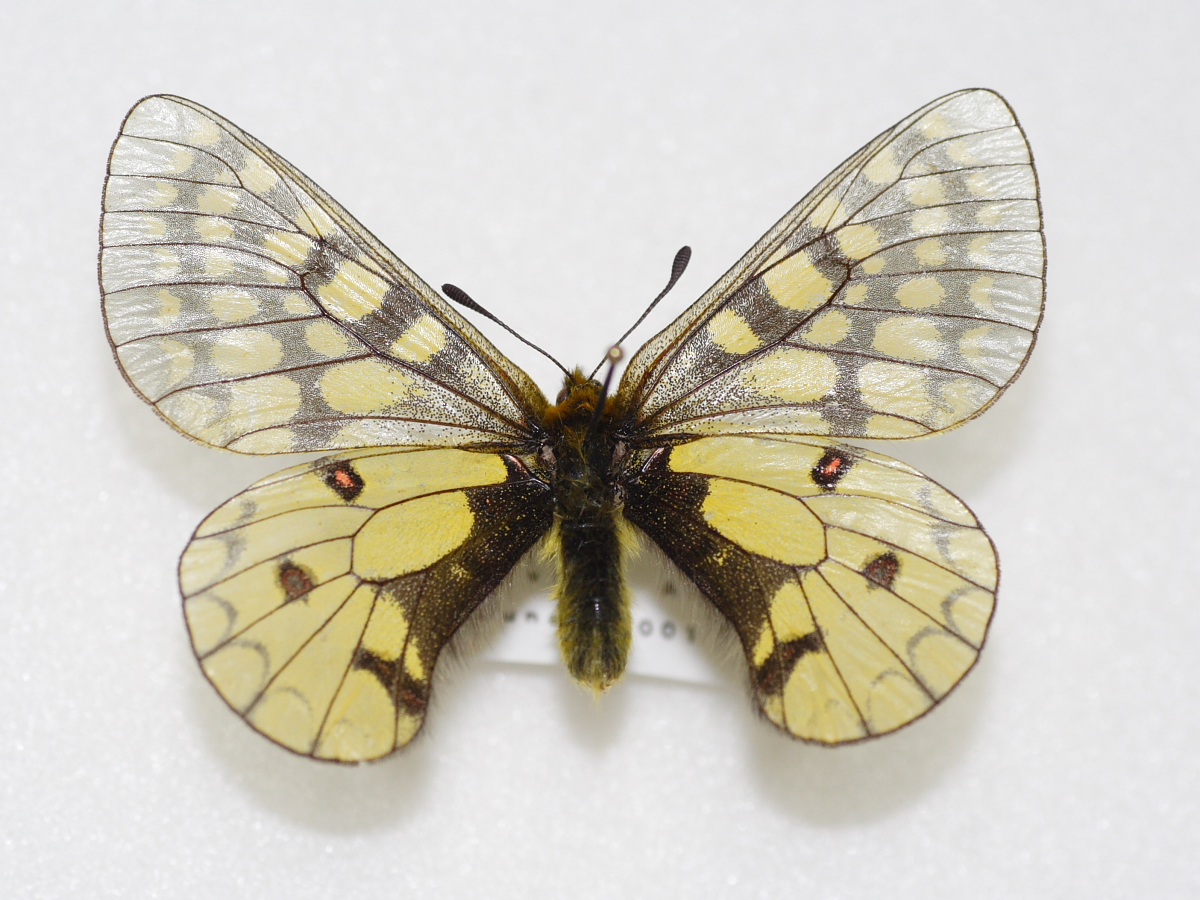